# Procesul Noica-Pillat
Procesul Noica–Pillat și Procesul scriitorilor germani au fost cele mai odioase procese politice, dintre cele câteva mii intentate intelectualilor în România comunistă. Arestările unor intelectuali în timpul în care Gheorghe Gheorghiu-Dej a fost liderul Partidului Muncitoresc Român s-au desfășurat aproape fără întrerupere timp de 18 ani (1946-1964).

## Două valuri de arestări
Două „valuri” de arestări pot fi evidențiate, prin intensitatea și numele aduse în procese.
Primul „val” a fost între 1946 și 1953, de la câștigarea alegerilor de către Blocul Partidelor Democrate din 19 noiembrie 1946 până la moartea lui Stalin.
 
Al doilea „val” a avut loc în anii 1956-1959, ca reacție la revolta anticomunistă din Ungaria din 1956, dar mai ales ca dovadă de fidelitate a lui Dej față de Moscova, în condițiile retragerii trupelor sovietice din România în 1958. 
 
Dej se simțea în continuare foarte nesigur pe autoritatea pe care regimul comunist o deținea asupra populației, temându-se, în plus, și de o repetare în România a recentei Revoluții anticomuniste și antisovietice din Ungaria. Liderul comunist român avea o bună cunoaștere a situației din țara vecină, cunoscând realitățile chiar la fața locului. Astfel, Gheorghiu-Dej a sesizat că revolta maghiară a pornit din cercurile intelectualității și cele ale studențimii. Identificarea formelor embrionare de societate civilă și distrugerea lor a fost scopul terorii, regimul comunist decretând că cel mai periculos lucru pentru existența sa era „grupul organizat”. 
 
Așadar, procesul intelectualilor a fost organizat pentru a intimida și avertiza pătura intelectualilor că regimul „nu se joacă” și pentru a genera atomizarea societății, izolarea persoanelor, ruperea legăturilor firești de prietenie și încredere. 
Spre deosebire de procesele staliniste, procesul intelectualilor a avut loc cu ușile închise. Propaganda a funcționat diferit – nu prin dramatizarea publică a înscenărilor comuniste, ci prin „zvon” – amplificarea terorii la auzul pedepselor grele date celor acuzați. 
Procesul Lotului Noica – Pillat a fost instrumentat timp de 2 ani de poliția politică secretă, ce se numea oficial Departamentul Securității Statului, dar mai cunoscută în întreaga lume sub numele de Securitate.

## “Uneltire împotriva ordinii de stat”
Pe 24 februarie 1960, la București, începe procesul grupului „Noica-Pillat”, judecați pentru “uneltire împotriva ordinii de stat”; crima de uneltire împotriva ordinii sociale era prevăzută de art. 209 din Codul Penal și avea următorul conținut: „faptul de a propovădui prin viu grai schimbarea formei democratice de guvernământ a Statului”, „faptul de a face propagandă pentru răsturnarea în mod violent a ordinei sociale existente în Stat”, „faptul de a constitui sau organiza asociații secrete cu scopul arătat la alineatul precedent, fie că au ori nu caracter internațional”, „faptul de a lucra prin mijloace violente, pentru a produce teroare, teamă ori desordine publică, cu scop de a schimba ordinea economică sau socială din România”, „faptul de a intra în legătură cu vreo persoană sau asociație cu caracter internațional din străinătate sau din țară, în scopul de a primi instrucțiuni sau ajutoare de orice fel pentru pregătirea unei răsturnări a ordinei democratice a statului”, „faptul de a ajuta, în orice mod, o asociațiune din străinătate sau din țară, care ar avea de scop să lupte contra ordinei economice sau sociale din România”, „faptul de a se afilia sau deveni membru al vreunei astfel de asociații”, „cei care inițiază, organizează, activează sau participă la organizațiuni de tip fascist, politice, militare sau paramilitare” și „cei care, fără a fi membri ai unor astfel de organizații, fac propagandă sau întreprind acțiuni în favoarea acelor organizațiuni, a membrilor lor sau a scopurilor urmărite de ele”. 

## Îi citeau pe Hegel, Cioran și Eliade
Concret, grupul (alcătuit de Securitate pe criteriul notorietății și al tinereții, membrii neformând și neactivând ca grup organizat) era acuzat de: citirea, scrierea și discutarea unor cărți considerate cu caracter dușmănos. Este vorba de cărțile lui Noica despre Goethe și Hegel, de răspunsul lui Noica dat unei scrisori către Cioran, de răspândirea și comen¬tarea cărților lui Cioran și Eliade, considerați „legionari transfugi”, de manuscrisul romanului lui Dinu Pillat „Așteptând veacul de apoi”, acuzat de idei legionare, precum și de ascultarea posturilor de radio străine precum Radio Londra sauVocea Americii, ce comentau negativ regimul comunist. 

## Arestări noaptea
Primul arestat a fost Constantin Noica, la 11 decembrie 1958, după ce trăise aproape un deceniu cu domiciliu obligatoriu la Câmpulung Muscel, supus timp de doi ani anchetelor. În noaptea de 25 spre 26 martie 1959 a fost arestat și Dinu Pillat, iar anchetatorii au hotărât să constituie „lotul Noica-Pillat”. Ultimul arestat al lotului a fost Nicu Steinhardt, la 4 ianuarie 1960.
În acest răstimp, au fost arestați și interogați următorii intelectuali: Iacob Noica, Sergiu Al-George, Anca Ionescu, Ion Mitucă, Sandu Lăzărescu, Barbu Slătineanu, Simina Mironescu (Mezincescu), Alexandru Paleologu, Nicolae Radian, Emanoil Vidrașcu, Arșavir Acterian, Vladimir Streinu, Florian Gheorghe, Theodor Enescu, Vlad Aurelian, Mihai Rădulescu, Păstorel Teodoreanu, Marietta Sadova, Dinu Ranetti, Nicolae Răileanu, Remus Niculescu și Beatrice Strelisker. Doi dintre anchetați, Mihai Rădulescu și Barbu Slătineanu, nu au supraviețuit până la proces.
Pe lângă cei 25 de arestați, numeroase alte personalități au fost anchetate cu acuzații similare, între cei care au fost condamnați aflându-se Alice Voinescu, Vasile Voiculescu, Ion Negoițescu, Paul Dimitriu, iar alții, precum Mihail Șora, H. H. Stahl, Zigu Ornea, Sanda Stolojan și Șerban Cioculescu, nu au făcut închisoare.
Pentru inculpații „lotului Noica-Pillat” justiția comunistă n-a avut nevoie decât de trei zile pentru a pronunța sentința, deși erau 25 de persoane.

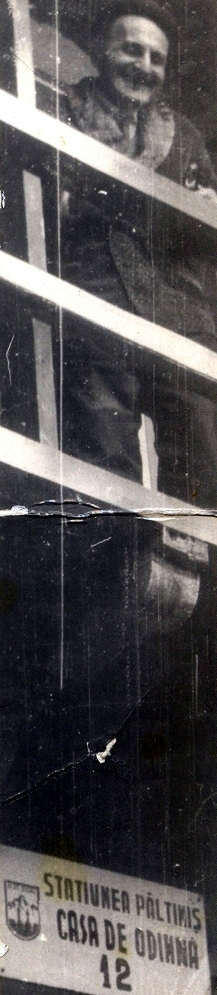
Constantin Noica, vila 12 Păltiniș, august 1984
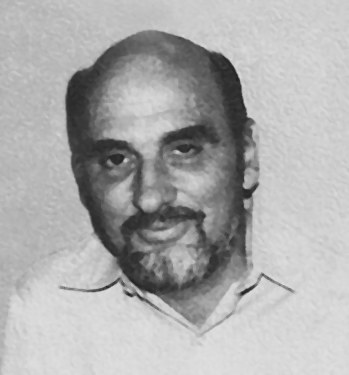
Dinu Pillat
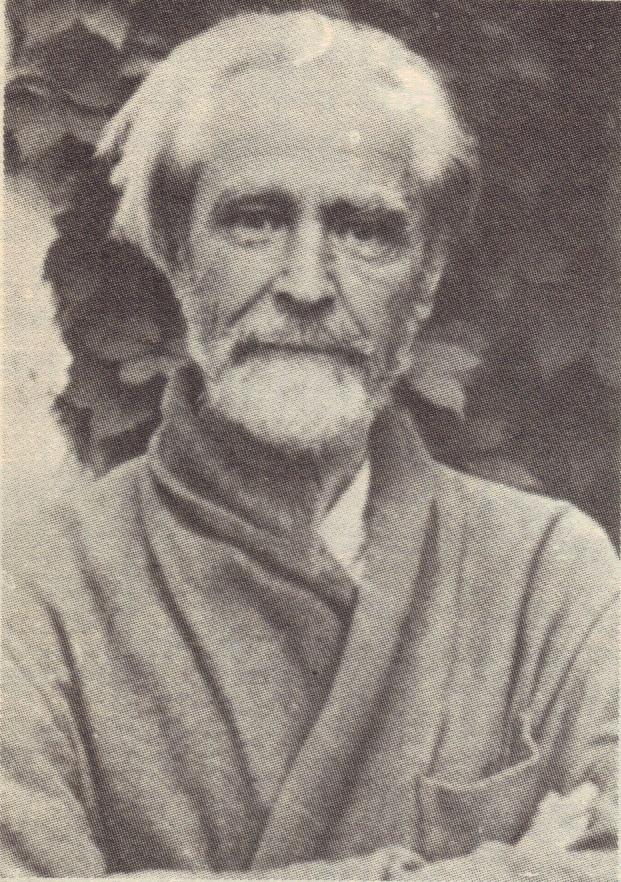
Vasile Voiculescu
Arșavir Acterian
Ion Negoițescu tânăr
Păstorel Teodoreanu
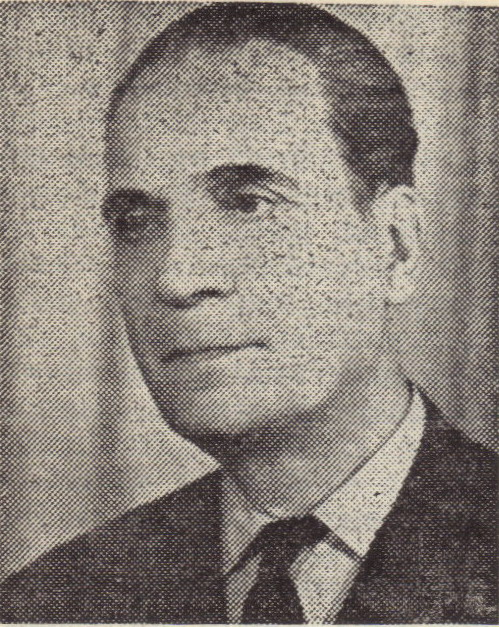
Vladimir Streinu

## Noica: “Cer pedeapsa maximă”
De asemenea, fiecărui inculpat i se va confisca total averea și va fi supus degradării civice. Cu prilejul ultimului cuvânt, filosoful a spus: „Sunt vinovat, dar nu în fața legilor dvs, ci în fața celor din boxă. Iar justiția pe care o cer este una pe care nimeni nu o poate contesta, cea supremă. În ce mă privește, cer pedeapsa maximă și nu voi face recurs.”

## Anul 1964
Ajunși în detenție, unii dintre cei condamnați în proces au devenit, sub presiunea torturilor fizice și psihice, informatori.
                                                                                                       
În 1964, ca urmare a amnistiei generale, cei condamnați în procesul din 1960 au fost eliberați. Cu toate acestea, condamnarea a rămas ca un stigmat pentru ei. După eliberare, Noica s-a stabilit la București, iar ulterior, după pensionare, la Păltiniș. În perioada 1965-1975, Noica a fost cercetător principal la Centrul de Logică al Academiei Române. A fost tot timpul atent supravegheat de Securitatea comunistă. 

## "Așteptând ceasul de apoi"
Când a ieșit din închisoare, Dinu Pillat a spus că vrea să se facă paznic la o grădină publică. A vrut să evite cu orice preț să mai intre într-o situație ce ar fi putut fi compromițătoare în ochii comuniștilor. A mai trăit zece ani (până în 1974) după ce s-a întors acasă. Romanul său, „Așteptând ceasul de apoi“, pentru care a fost condamnat, a fost publicat abia în decembrie 2010, mult după Revoluția din 1989. Asta pentru că romanul a fost descoperit abia în 2010, în arhivele CNSAS. Manuscrisele sale fuseseră confiscate și i se spusese că au fost arse. A scăpat această copie care a fost descoperită cu totul întâmplător. 

În anul 1996, atunci când jumătate dintre cei condamnați în procesul din 1960 nu mai erau în viață, procurorul general al României, Vasile Manea Drăgulin, a intentat recurs în anulare pentru sentința din 1960.